# Canceller de Suïssa
El/La Canceller/a Federal (alemany: Bundeskanzler(in); francès: Chancelier(-ière) fédéral(e); italià: Cancelliere(-a) della Confederazione; romanx: Chancelier(a) federal(a)) és el càrrec que obté la persona escollida com a cap de la Cancelleria Federal de Suïssa, realitzant la tasca de cap de personal dels set membres del Consell Federal. Cal destacar però que la figura del Canceller Federal no forma part del govern ni és comparable a altres càrrecs com el Canceller d'Alemanya o el Canceller d'Àustria.

## Llista de Cancellers Federals
A continuació es mostra la llista de persones que han ostentat aquest càrrec des de la creació del mateix fins al present:
| #  | De-Fins                         | Nom                            | Nom                            | Naixement-Defunció | Partit | Partit                               | Cantó                   |
| -- | ------------------------------- | ------------------------------ | ------------------------------ | ------------------ | ------ | ------------------------------------ | ----------------------- |
| 1  | 1803–1830                       | Jean Marc Samuel Isaac Mousson | Jean Marc Samuel Isaac Mousson | 1776–1861          |        |                                      | Vaud                    |
| 2  | 1831–1847                       | Josef Franz Karl Amrhyn        | Josef Franz Karl Amrhyn        | 1800–1849          |        |                                      | Lucerna                 |
| 3  | 1848–1881                       | Johann Ulrich Schiess          | Johann Ulrich Schiess          | 1813–1883          |        |                                      | Appenzell Ausser-Rhoden |
| 4  | 1882–1909                       | Gottlieb Ringier               | Gottlieb Ringier               | 1837–1929          |        |                                      | Argòvia                 |
| 5  | 1910–1918                       | Hans Schatzmann                | Hans Schatzmann                | 1848–1923          |        | Partit Liberal Radical de Suïssa     | Argòvia                 |
| 6  | 1919–1925                       | Adolf von Steiger              | Adolf von Steiger              | 1859–1925          |        | Partit Liberal Radical de Suïssa     | Berna                   |
| 7  | 1925–1934                       | Robert Käslin                  | Robert Käslin                  | 1871–1934          |        | Partit Liberal Radical de Suïssa     | Nidwalden               |
| 8  | 1934–1943                       | George Bovet                   | George Bovet                   | 1874–1946          |        | Partit Liberal Radical de Suïssa     | Neuchâtel               |
| 9  | 1944–1951                       | Oskar Leimgruber               | Oskar Leimgruber               | 1886–1976          |        | Partit Popular Democristià de Suïssa | Fribourg                |
| 10 | 1951–1967                       | Charles Oser                   | Charles Oser                   | 1902–1994          |        | Partit Liberal Radical de Suïssa     | Basilea-Ciutat          |
| 11 | 1968–1981                       | Karl Huber                     | Karl Huber                     | 1915–2002          |        | Partit Popular Democristià de Suïssa | Sankt Gallen            |
| 12 | 1981–1991                       | Walter Buser                   | Walter Buser                   | 1926–2019          |        | Partit Socialdemòcrata de Suïssa     | Basilea-Camp            |
| 13 | 1991–1999                       | François Couchepin             | François Couchepin             | 1935–2023          |        | Partit Liberal Radical de Suïssa     | Valais                  |
| 14 | 1 gener 2000 – 31 desembre 2007 | Annemarie Huber-Hotz           | Annemarie Huber-Hotz           | 1948–2019          |        | Partit Liberal Radical de Suïssa     | Zug                     |
| 15 | 1 gener 2008 – 31 desembre 2015 | Corina Casanova                | Corina Casanova                | 1956–              |        | Partit Popular Democristià de Suïssa | Grisons                 |
| 16 | 1 gener 2016 – present          | Walter Thurnherr               | Walter Thurnherr               | 1963–              |        | Partit Popular Democristià de Suïssa | Argòvia                 |